# Pak Pong-ju
Pak Pong-ju (idioma coreano: 박봉주; nacido el 24 de octubre de 1939 en Hamgyong del Norte) es un político norcoreano que, tras haber sido elegido por la Asamblea Suprema del Pueblo, ocupó el cargo de premier entre el 3 de septiembre de 2003 y el 11 de abril de 2007, y desde el 1 de abril de 2013 al 11 de abril de 2019.

## Carrera
En 1962 fue gerente de una fábrica de comida en la provincia de Pyongan del Norte. Se convirtió en miembro alternativo del Comité Central del Partido de los Trabajadores de Corea en octubre de 1980. En mayo de 1993 fue nombrado subdirector del Departamento de Industrias de la Luz del Partido de los Trabajadores y en marzo de 1994 fue subdirector del Departamento de Supervisión de Política Económica del partido. En julio del mismo año, Pak estuvo en el rango 188 de los 273 miembros en el comité del funeral del líder Kim Il-sung, indicando que estuvo en la periferia de la jerarquía de élite. Sin embargo, en septiembre de 1998 fue nombrado al Ministerio de Química e Industria bajo el premier Hong Song-nam y lo reemplazó en 2003.
El 11 de abril de 2007, la Agencia Central de Noticias Coreana reportó que durante la 5.ª sesión de la 11.ª Asamblea Suprema del Pueblo de la República Democrática de Corea, Pak fue «relevado del gobierno» y Kim Yong-il fue elegido como el nuevo premier.
Fue arquitecto de la reformas de liberalización económica de Corea del Norte.
Tras los Atentados de Cataluña de 2017, envió un mensaje de apoyo al entonces presidente español, Mariano Rajoy Brey